# Необикновените приключения на Карик и Валя (анимационен филм)
„Необикновените приключения на Карик и Валя“(рус. Необикновенные приключения Карика и Вали) е руски пълнометражен детски анимационен филм, заснет през 2005 г. от режисьора Александър Люткевич по едноименния роман на Ян Лари. Това е втората филмова адаптация на произведението, преди това беше заснета филмовата адаптация на филма „Необикновените приключения на Карик и Валя“.

## Сюжет
Брат и сестра, Карик и Валя, случайно се намалиха до размера на насекоми, като ядоха необичайни хапчета, които намериха в апартамента на техния съсед, професор Енотов. Яздейки водно конче, децата се пренасят в чудния свят на растения и насекоми, живеещи по свои закони, непознати за човека.
Докато децата издирват неутешимите родители и полицията, професор Енотов разбира къде са изчезнали децата. След като изпива хапчетата и се смалява, той бърза да помогне на Карик и Валя. Героите ще имат невероятни приключения и невероятни открития в света на флората и фауната по пътя си към дома.

## В ролите
- Георгий Мурадян-Карик
- Дарья Петрова-Валя
- Николай дроздов-профессор Енотов
- Алексей Колган-баба, полицай
- Анна Глазкова-майка